# 倫達瓦市鎮
倫達瓦市鎮（斯洛維尼亞語： 發音：[ˈleːndaʋa] ⓘ），是斯洛維尼亞東北部傳統普雷克穆列地區的一個市镇，行政中心為倫達瓦。倫達瓦市镇设立於1994年。

## 人口統計
根據2002年人口普查，按母語劃分的人口為：
- 斯洛維尼亞語：5,516 (49.47%)
- 匈牙利語：4,390 (39.37%)
- 其他歐洲語言及未知：1,245 (11.16%)
- 合計：11,151

## 外部連結
- 官方网站  （斯洛文尼亚文）
- Municipality of Lendava on Geopedia （页面存档备份，存于）